# العلاقات البنمية الجيبوتية
العلاقات البنمية الجيبوتية هي العلاقات الثنائية التي تجمع بين بنما وجيبوتي.

## مقارنة بين البلدين
هذه مقارنة عامة ومرجعية للدولتين:
| وجه المقارنة                                              | بنما                      | جيبوتي                    |
| --------------------------------------------------------- | ------------------------- | ------------------------- |
| المساحة (كم2)                                             | 74.18 ألف                 | 23.20 ألف                 |
| عدد السكان (نسمة)                                         | 4.10 مليون                | 956.99 ألف                |
| الكثافة السكانية (ن./كم²)                                 | 55.27                     | 41.25                     |
| العاصمة                                                   | بنما                      | جيبوتي                    |
| اللغة الرسمية                                             | اللغة الإسبانية           | لغة فرنسية، اللغة العربية |
| العملة                                                    | بالبوا بنمي، دولار أمريكي | فرنك جيبوتي               |
| الناتج المحلي الإجمالي (بليون دولار)                      | 61.84 مليار               | 1.84 مليار                |
| الناتج المحلي الإجمالي (تعادل القوة الشرائية) بليون دولار | 87.37 مليار               | 3.10 مليار                |
| الناتج المحلي الإجمالي الاسمي للفرد دولار أمريكي          | 13.27 ألف                 | 1.95 ألف                  |
| الناتج المحلي الإجمالي للفرد دولار أمريكي                 | 20.89 ألف                 | 3.27 ألف                  |
| مؤشر التنمية البشرية                                      | 0.780                     | 0.470                     |
| رمز المكالمات الدولي                                      | +507                      | +253                      |
| رمز الإنترنت                                              | .pa                       | .dj                       |
| المنطقة الزمنية                                           | 00                        | ت ع م+03:00               |

## منظمات دولية مشتركة
يشترك البلدان في عضوية مجموعة من المنظمات الدولية، منها:
| علم المنظمة | اسم المنظمة                        | تاريخ انضمام بنما | تاريخ انضمام جيبوتي |
| ----------- | ---------------------------------- | ----------------- | ------------------- |
|             | يونسكو                             | 10 يناير 1950     | 31 أغسطس 1989       |
|             | مؤسسة التمويل الدولية              | 20 يوليو 1956     | 1 أكتوبر 1980       |
|             | منظمة حظر الأسلحة الكيميائية       | ?                 | ?                   |
|             | مؤسسة التنمية الدولية              | 1 سبتمبر 1961     | 1 أكتوبر 1980       |
|             | منظمة التجارة العالمية             | ?                 | ?                   |
|             | وكالة ضمان الاستثمار متعدد الأطراف | 21 فبراير 1997    | 12 يناير 2007       |
|             | الاتحاد البريدي العالمي            | ?                 | ?                   |
|             | منظمة الشرطة الجنائية الدولية      | ?                 | ?                   |
|             | الأمم المتحدة                      | 13 نوفمبر 1945    | 20 سبتمبر 1977      |
|             | الاتحاد الدولي للاتصالات           | 14 يوليو 1914     | 22 نوفمبر 1977      |
|             | البنك الدولي للإنشاء والتعمير      | 14 مارس 1946      | 1 أكتوبر 1980       |

## وصلات خارجية
- موقع وزارة الخارجية البنمية